# Steelbath Suicide
Steelbath Suicide är det svenska metalbandet Soilworks debutalbum, utgivet 1998.

## Låtlista
1. "Entering the Angel Diabolique" - 2:25
2. "Sadistic Lullabye" - 2:55
3. "My Need" - 3:42
4. "Skin After Skin" - 3:27
5. "Wings of Domain " - 3:19
6. "Steelbath Suicide" - 2:54
7. "In a Close Encounter" - 2:52
8. "Centro de Predominio" - 2:06
9. "Razorlives" - 4:24
10. "Demon in Veins" - 3:43
11. "The Aardvark Trail" - 4:17
Bonusspår på japansk utgåva
12. "Disintegrated Skies"
13. "Burn" (Deep Purple-cover)